# Ann J. Abadie
Elizabeth Ann Julian Abadie (15 de Agosto de 1939 – 30 de Julho de 2024) foi uma académica e editora americana, focada nas obras de William Faulkner. Foi fundadora e directora associada do Centro de Estudos da Cultura do Sul de 1979 a 2011 e organizou a conferência anual da instituição sobre William Faulkner de 1974 a 2011.

## Infância e educação
Abadie nasceu em Greenville, Carolina do Sul, filha de Frank Jefferson Julian e Pansy Luna Falls Julian. O seu pai trabalhava numa fábrica têxtil. Formou-se na Universidade Wake Forest em 1960 e concluiu os seus estudos de doutoramento na Universidade do Mississippi em 1963, com uma dissertação sobre William Faulkner.

## Carreira
Abadie organizou a conferência anual da Universidade do Mississippi sobre William Faulkner de 1974 a 2011. Foi fundadora e directora associada do Centro de Estudos da Cultura do Sul da Universidade do Mississippi, desde a redacção de propostas para o seu financiamento em meados da década de 1970, passando por anos de aquisição de colecções importantes para os arquivos do centro, até se aposentar em 2011. Editou muitas das publicações do Centro e organizou muitos dos seus eventos e exposições. Em 1999, foi directora fundadora da Southern Foodways Alliance. Em 2007 juntou-se ao conselho de governadores do Instituto de Artes e Letras do Mississippi.
Em 2019, a Southern Foodways Alliance reconheceu as suas contribuições com o Prémio Craig Claiborne pelo Conjunto da Obra. Em 2020, Abadie recebeu o Prémio Noel Polk pelo Conjunto da Obra do Instituto de Artes e Letras do Mississippi.

## Publicações
- The South and Faulkner's Yoknapatawpha (1977, co-editora com Evans Harrington)[7]
- The Maker and the Myth (1978, co-editora com Evans Harrington)[8]
- Faulkner, Modernism, and Film (1979, co-editora com Evans Harrington)[9]
- Faulkner: International Perspectives (1984, co-editora com Doreen Fowler)[10]
- New Directions in Faulkner Studies (1984, co-editora com Doreen Fowler)[11]
- Faulkner and Race (1987, co-editora com Doreen Fowler)[12]
- Faulkner and the Craft of Fiction (1989, co-editora com Doreen Fowler)[13]
- Faulkner and Popular Culture (1990, com Doreen Fowler)[14]
- Faulkner and Ideology (1995, co-editora com Donald M. Kartiganer)[15]
- Faulkner and Gender (1996, co-editora com Donald M. Kartiganer)[16]
- Faulkner and the Natural World (1999, co-editora com Donald M. Kartiganer)[17]
- Faulkner in America (2001, co-editora com Joseph R. Urgo)[18]
- Faulkner and Postmodernism (2002, co-editora com John Noel Duvall)[19]
- Faulkner and War (2004, co-editora com Noel Polk)[20]
- Faulkner's Inheritance (2007, com Joseph R. Urgo)[21]
- Faulkner and Material Culture (2007, co-editora com Joseph R. Urgo)[22]
- Faulkner and His Contemporaries (2009, co-editora com Joseph R. Urgo)[23]
- Faulkner and the Ecology of the South (2009, co-editora com Joseph R. Urgo)[24]
- Faulkner at 100: Retrospect and Prospect (2009, co-editora com Donald M. Kartiganer)[25]
- Global Faulkner (2010, co-editora com Annette Trefzer)[26]
- Faulkner's Sexualities (2010, co-editora com Annette Trefzer)[27]
- Faulkner and Mystery (2014, co-editou com Annette Trefzer)[28]
- Faulkner and Film (2014, co-editora com Peter Lurie)[29]
- Faulkner's Geographies (2015, co-editora com Jay Watson)[30]
- Fifty Years After Faulkner (2016, co-editora com Jay Watson)[31]